# Weiler Árpád
Weiler Árpád (Pécs, 1948. augusztus 30.– ) okleveles építőmérnök, műemlékvédelmi szakmérnök, építész, címzetes egyetemi docens (BME).

## Életpályája
Egyetemi tanulmányait a Budapesti Műszaki és Gazdaságtudományi Egyetem Építőmérnöki Kar Magasépítési Tanszékén végezte (1973–78), 1980–82 között a Magyar Építőművészek Szövetsége–BME Mesteriskolája VI. ciklusának hallgatója. 1985-től BME Építészmérnöki Kar Műemlékvédelmi Szakmérnök.
Idegenvezetőként építészeti és helytörténeti sétákat szervez Budapest XIII. kerületében, melyeken a résztvevők az Újlipótvároshoz kötődő építészek, írók, költők, színészek lakóhelyeit keresik fel. Weiler Árpádot, a Kulturális Örökségvédelmi Hivatal volt pécsi regionális irodavezetőjét 2010-ben a Pécsi Ítélőtábla jogerősen tíz hónap börtönre és kétmillió forintra büntette (a szabadságvesztés végrehajtását három év próbaidőre felfüggesztették), mert jogosulatlan előnyhöz juttatott kivitelezőt.

## Magánélete
Felesége: Solt Éva építész, közgazdász; gyermekei: Péter (1974), Ádám (1978)

### Tisztségei
- Magyar Építőművészek Szövetsége – országos elnök (2001-2005)
- Baranya Megyei Műemléki Albizottság tagja
- Dél-dunántúli Területi Építészkamara elnöke
- Pécs Önkormányzat Építészeti Bizottság szakértője
- Pécsi Városvédő és Városszépítő Egyesület Építész Tagozatának elnöke

### Díjai(nem teljes)
- Pécs Szt. István tér vízlépcső II. díj (Csaba Gyula társaként)
- Pécs Siklósi városrész rendezési terve II. díj (Csaba Gyula társaként)
- Pannonhalma Váralja városrendezési tervpályázat V. díj (Csaba Gyula társaként)
- Lift-slab épületek I. díj (Baranyaterv házi pályázat)
- Debrecen Hatvan utcai lakótelep kiemelt megvétel (Csaba Gyula társaként)
- Pécsvárad Gesztenyés utcai lakótelep I. díj
- Szombathely Iseum-Perint part tömbrehabilitációja megosztott I. díj (Csaba Gyula, Tóth Zoltán társaként)
- Hódmezôvásárhely Susán városrész rendezése III. díj (Csaba Gyula, Tóth Zoltán társaként)
- Makó Honvéd városrész rendezése kiemelt megvétel (Csaba Gyula, Tóth Zoltán társaként)
- Sellye Agrokémia lakótelep I. díj, Év lakóháza tervpályázat: 1987 országos I. díj, 1989 kiemelt díj, 1995 I. díj, 2000 országos I. díj
- Rózsavölgyi Aranyérem 2012.

### Fontosabb művei
- 1973. Üttörőház, Komló (Csaba Gyulával)
- 1973. Közraktár utcai 100 fős óvoda, Pécs
- 1973. Ledina 150 fős óvoda, Pécs
- 1974. Nap utca teraszházterv 150 lakás, Pécs
- 1976. Somfa dűlő családiház, Pécs
- 1978. Katalin utca társasház, Pécs
- 1979. Többlakásos lakóház, Komló
- 1979. Felsővámház utca többlakásos lakóház, Pécs
- 1979. Péter utca négylakásos teraszház, Pécs
- 1982. Szurdok dűlő lakóparki villaházak, Pécs
- 1982. Kiskunfélegyháza Városi Színházterv
- 1983. Flórián tér társasház, Pécs (Év lakóháza, országos I. díj)
- 1984. Agroker áruház, Pécs
- 1984. Szülészeti Klinika hotelszárny, Pécs
- 1988. Villány Disco
- 1988. Harkány társasház
- 1990. Kaposvári utca társasház, Pécs
- 1990. Postabank székház, Pécs
- 1990. Mária u. 47. társasház, Pécs
- 1990. Bokor utca 24 lakásos sorház, Pécs
- 1992. Kossuth Lajos utca 46 társas lakóház, Pécs
- POTE szívklinika haemodinamika és műtő
- 1995. Egyetemi klub, Pécs
- 1998. Angster orgonagyár terv, Pécs
- APEH székház felújítása, Pécs
- NOKIA magasraktár
- 2000. Károlyi Mihály utca 1., Pécs (az építész lakóháza; 2000 Év háza Otthon fődíj)
- 2000. Rókus utcai lakóház, Pécs
- 2002. Siklós buszpályaudvar
- 2004. Szőlő utca lakóház, Pécs
- 2004. József utca 24., Pécs (az építész műteremháza)[4]
- 2006 Családi ház, Páty
- 2009. Lakóház ráépítés, Budapest, Áldás utca (Eredeti tervező: Lázár Antal)
- 2010. Lakóház, Pécs, Lyceum utca.[m 1]
- 2010. Hotel Arkadia, Pécs[m 2]
- 2011. Rózsavölgyi Szalon, Budapest, Szervita tér 5.
- 2012. Szepessy Hotel, Pécs
- 2013. Családi ház, Pécs

### Írásai
- A szecesszió Pécsett és Baranyában – Összefoglaló tanulmány a Bm.–i Műemlékvédelmi Albizottság számára 1985.

### Könyvei
- Zsolnay – A gyűjtők könyve. (Szerzőtársak: Hárs Éva, Csenkey Éva). Corvina Kiadó, Budapest 2003. ISBN 9789631352979
- Zsolnay – A guide for collectors. (Szerzőtársak: Hárs Éva, Csenkey Éva). Corvina Kiadó, Budapest 2003. ISBN 9631353036

## Galéria

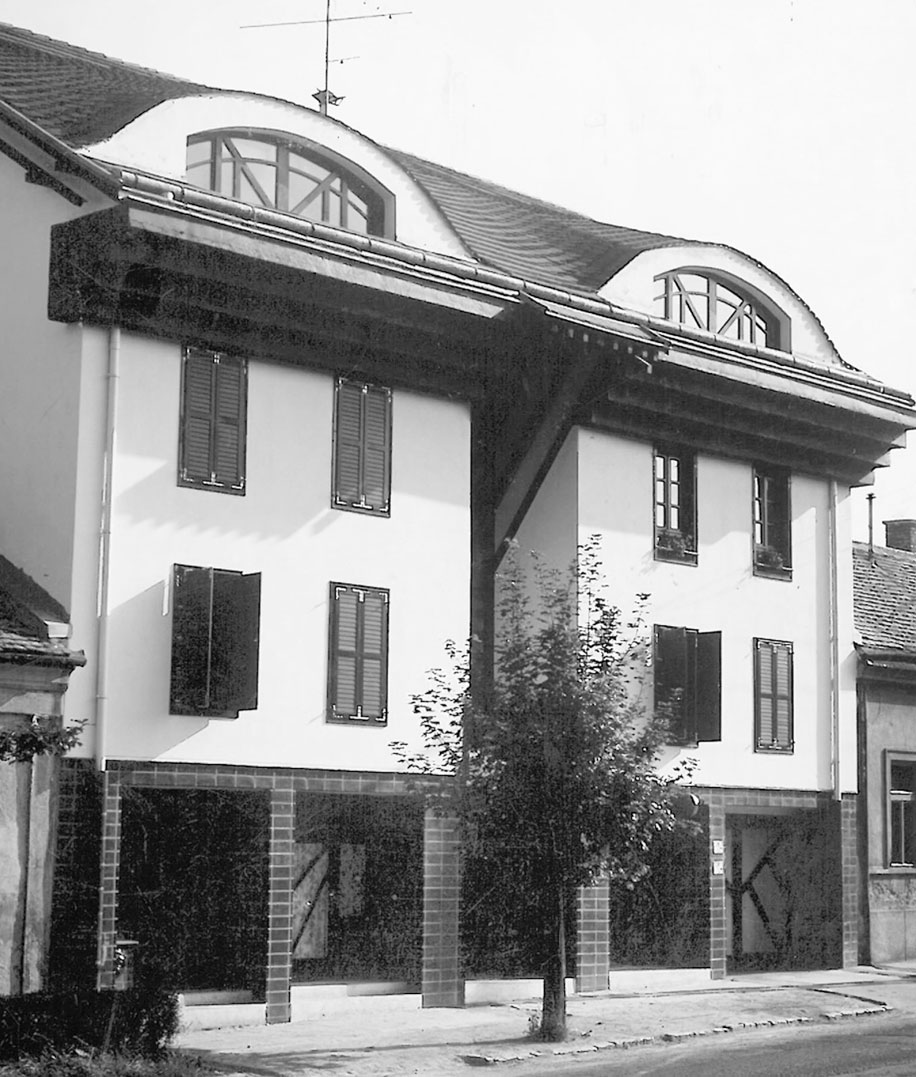
Társasház, Pécs, Felsővámház u. (1979)
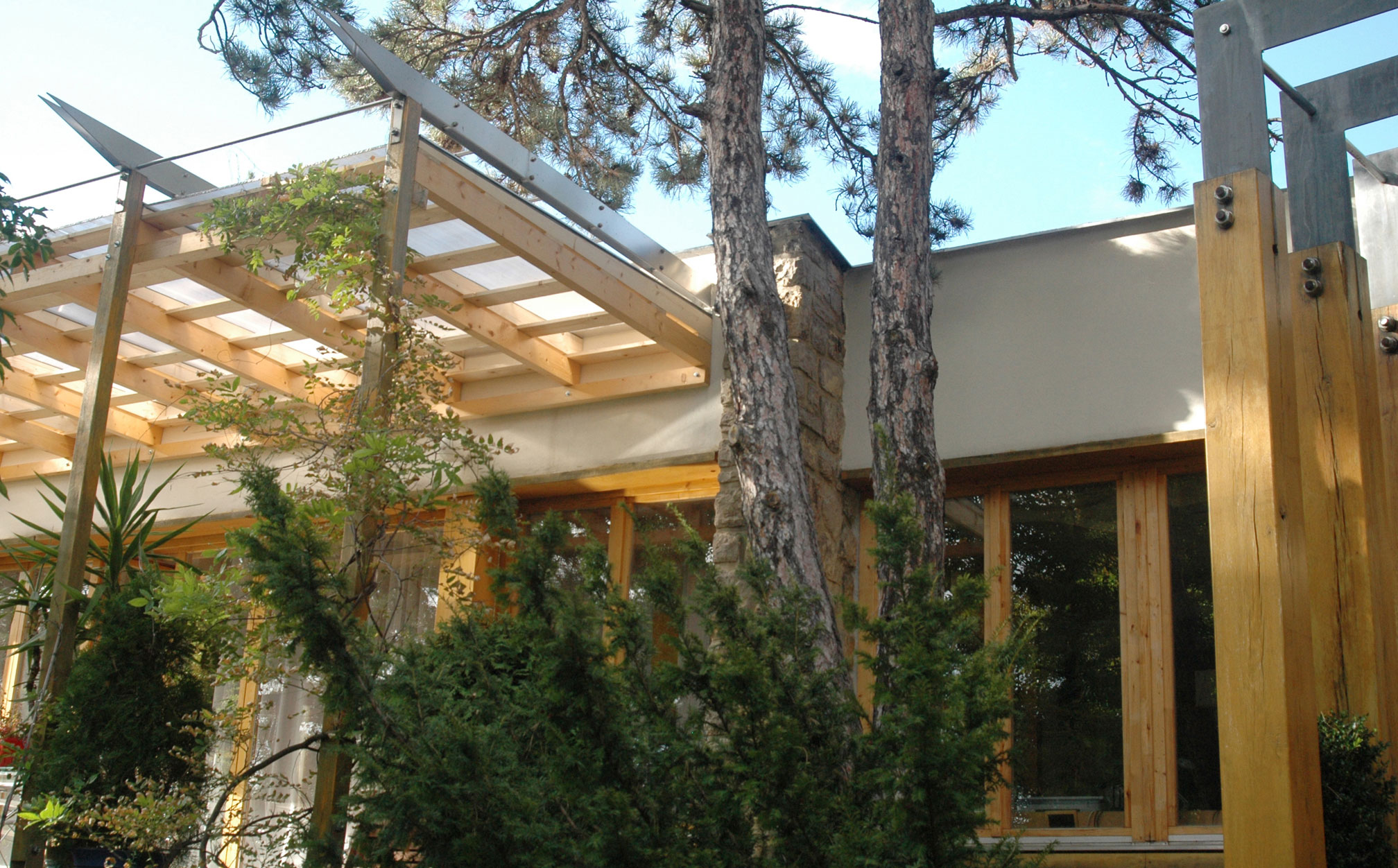
Weiler Árpád lakóháza, Pécs, Károlyi Mihály u. (2000)
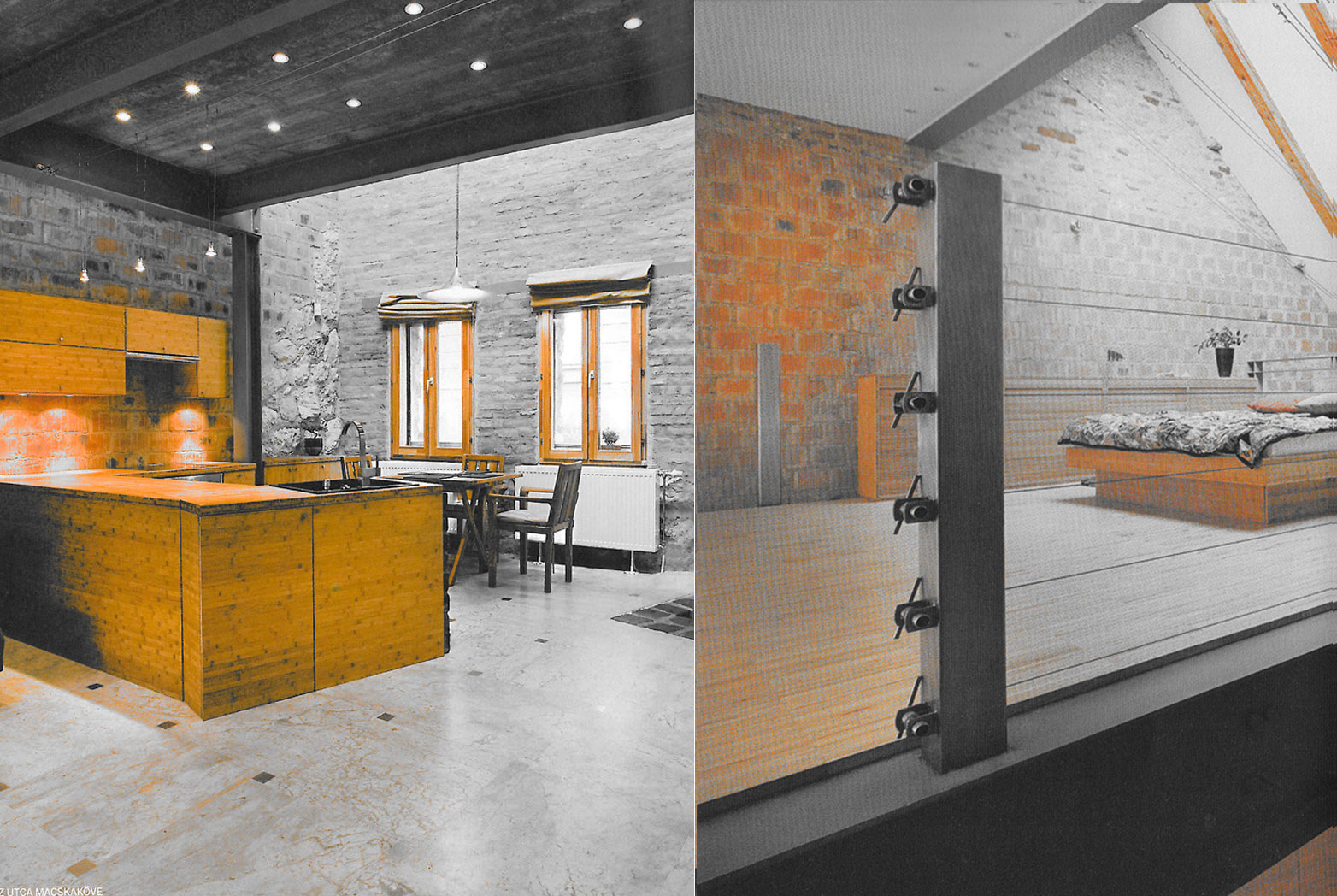
Weiler Árpád műteremháza, Pécs, József u. (2004)
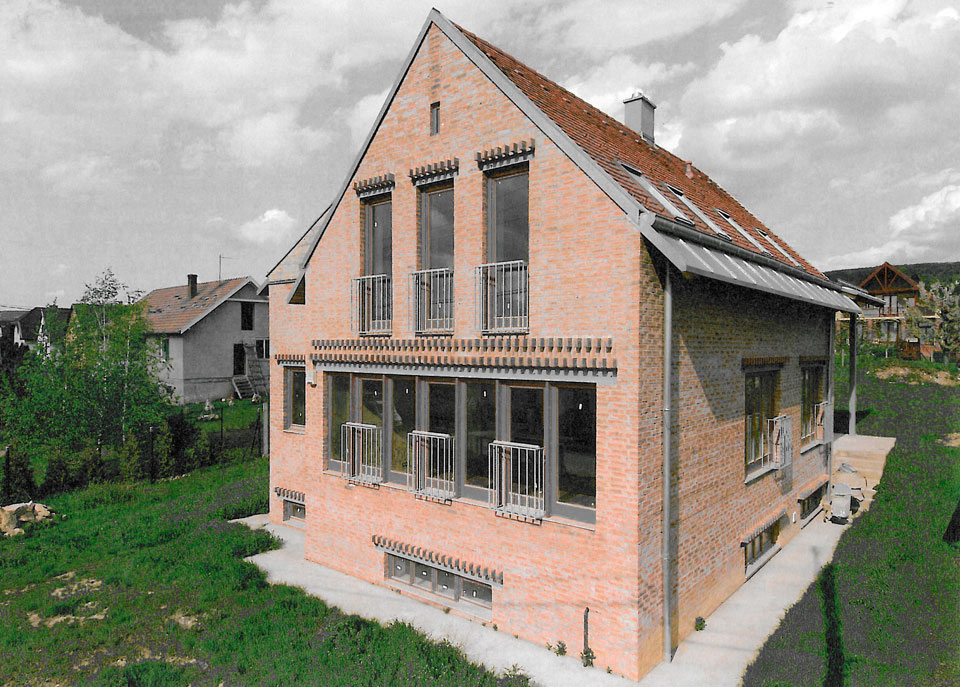
Családi ház Pátyon (2006)
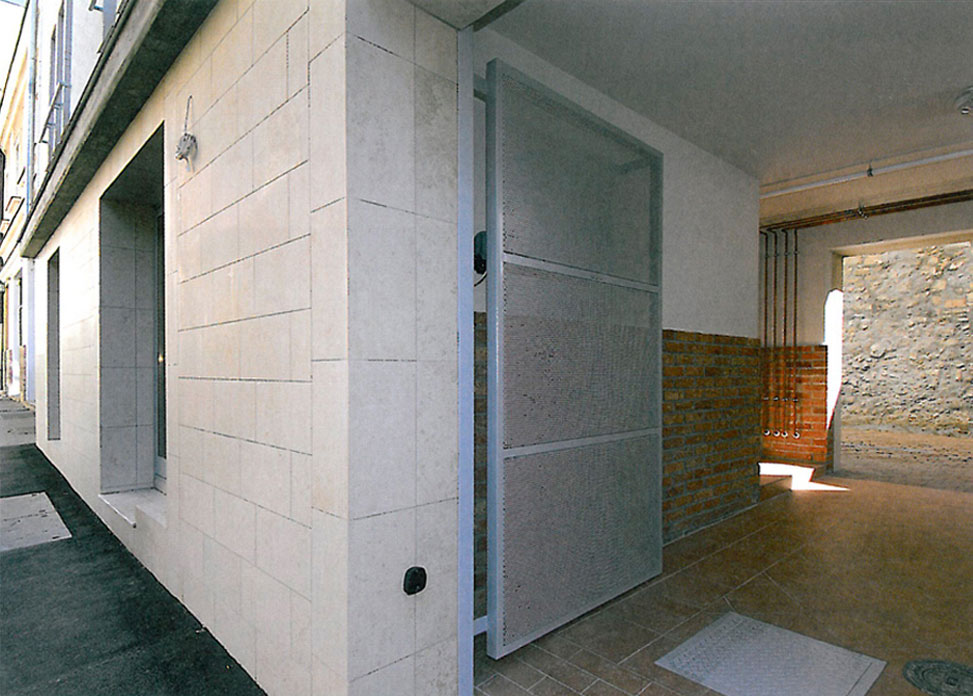
Társasház Pécsett
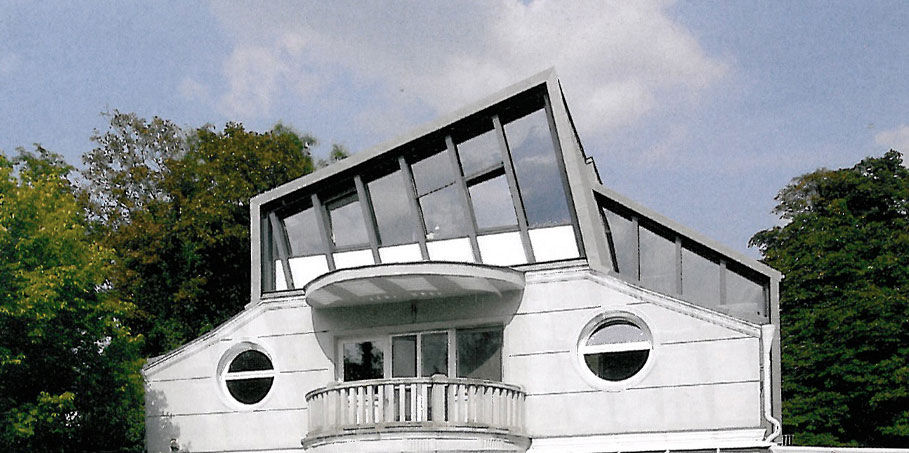
Lakóház-ráépítés, Budapest, Áldás utca (2009)
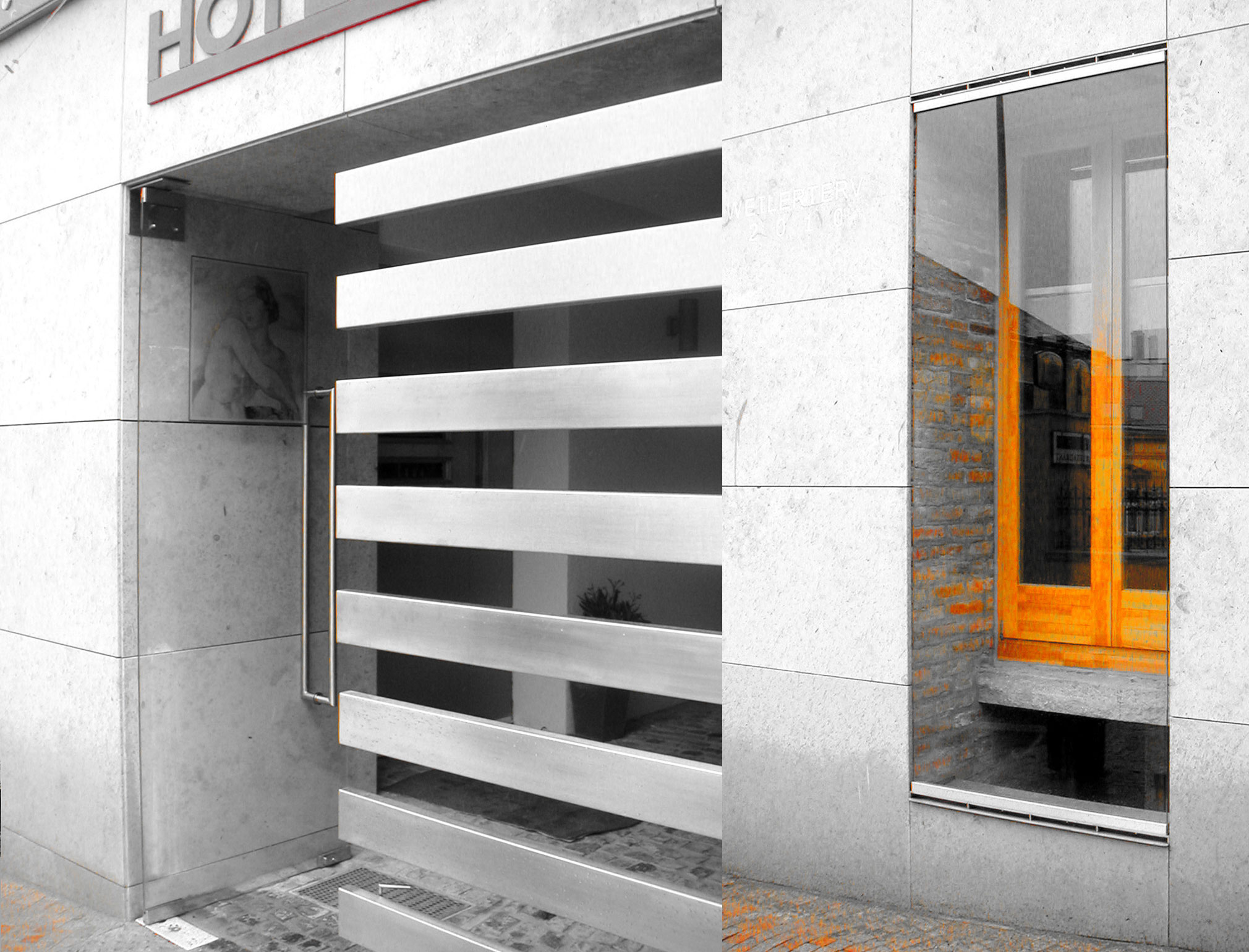
Hotel Arkadia, Pécs (2010)
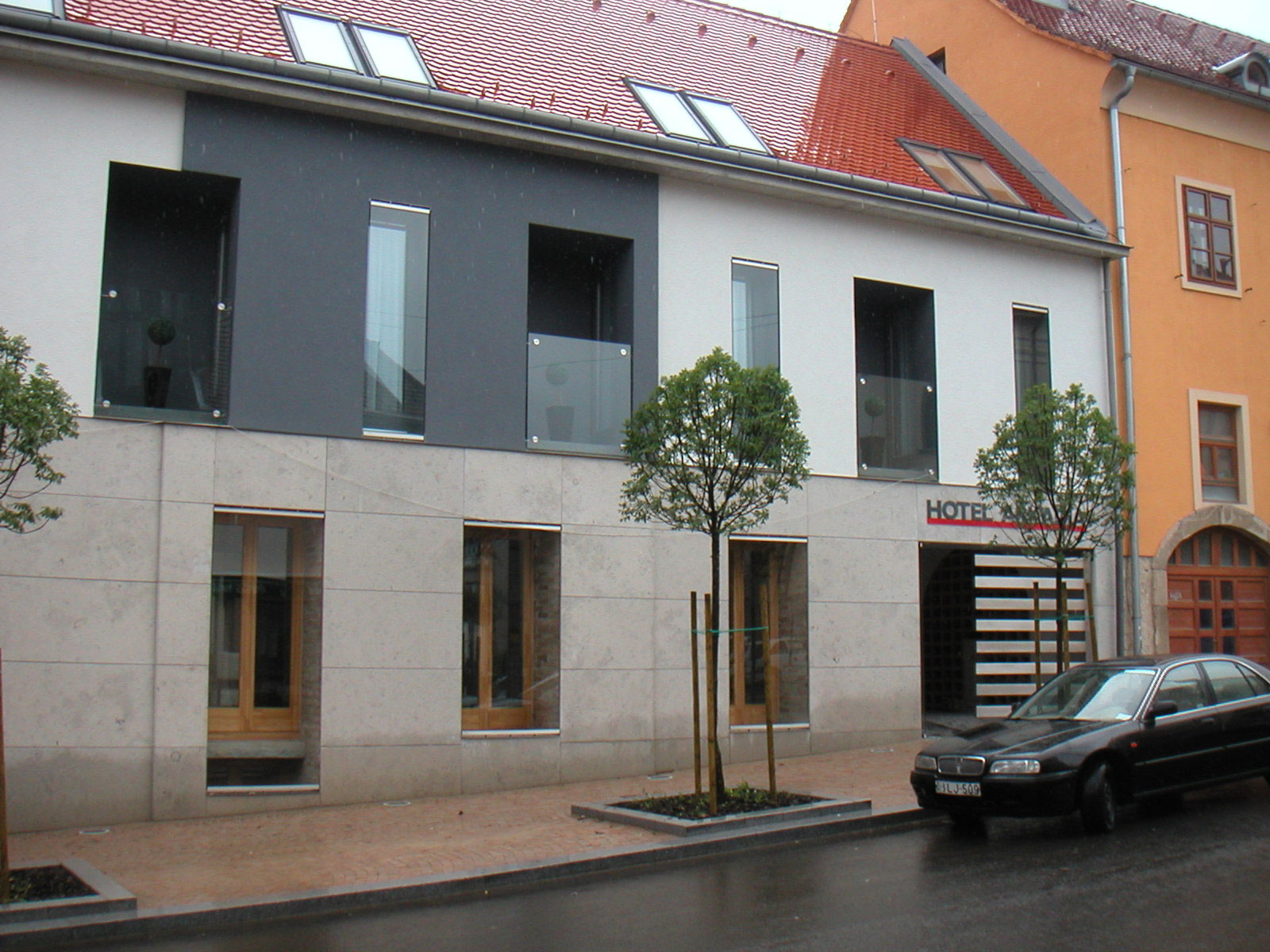
Hotel Arkadia, Pécs (2010)
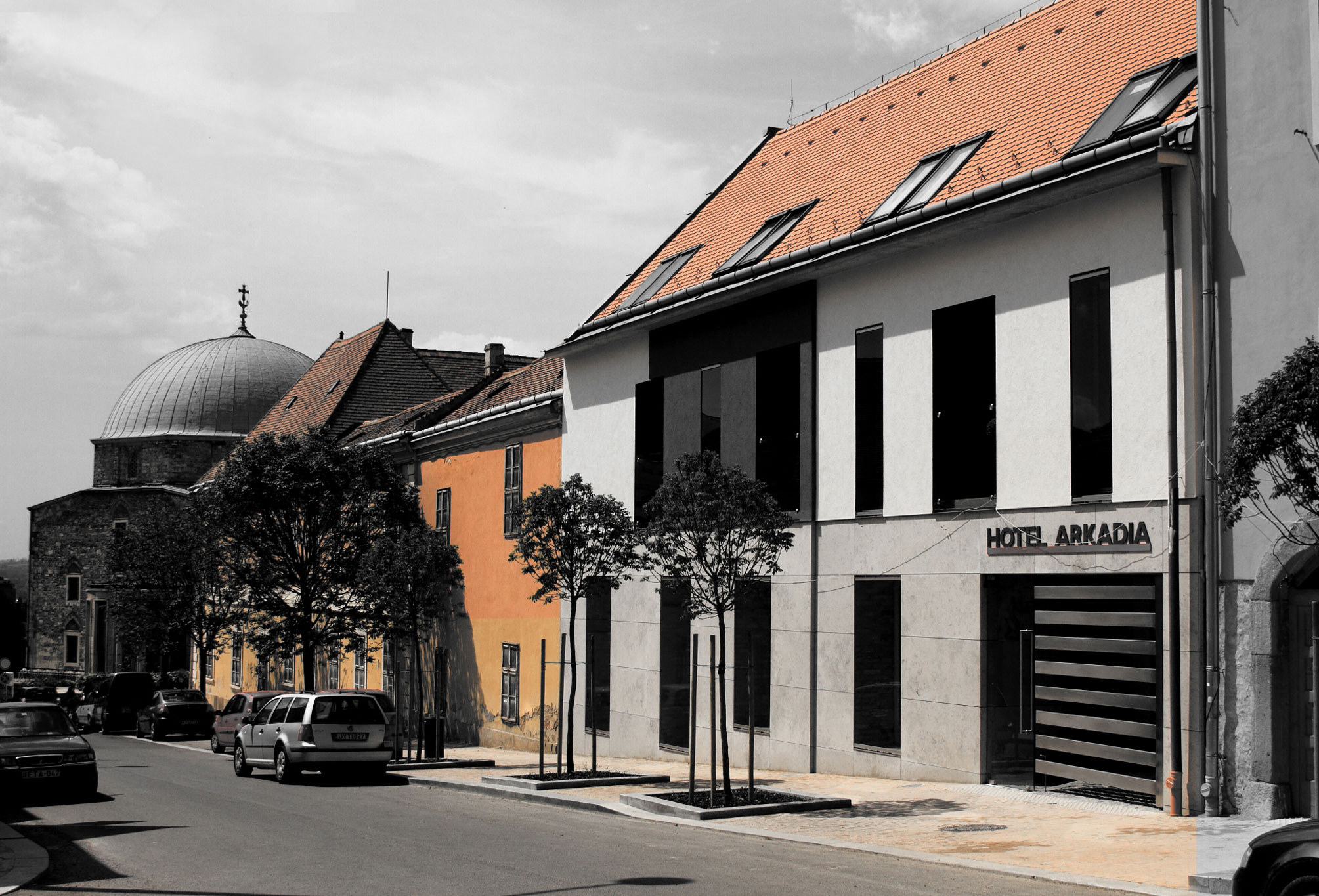
Hotel Arkadia, Pécs (2010)
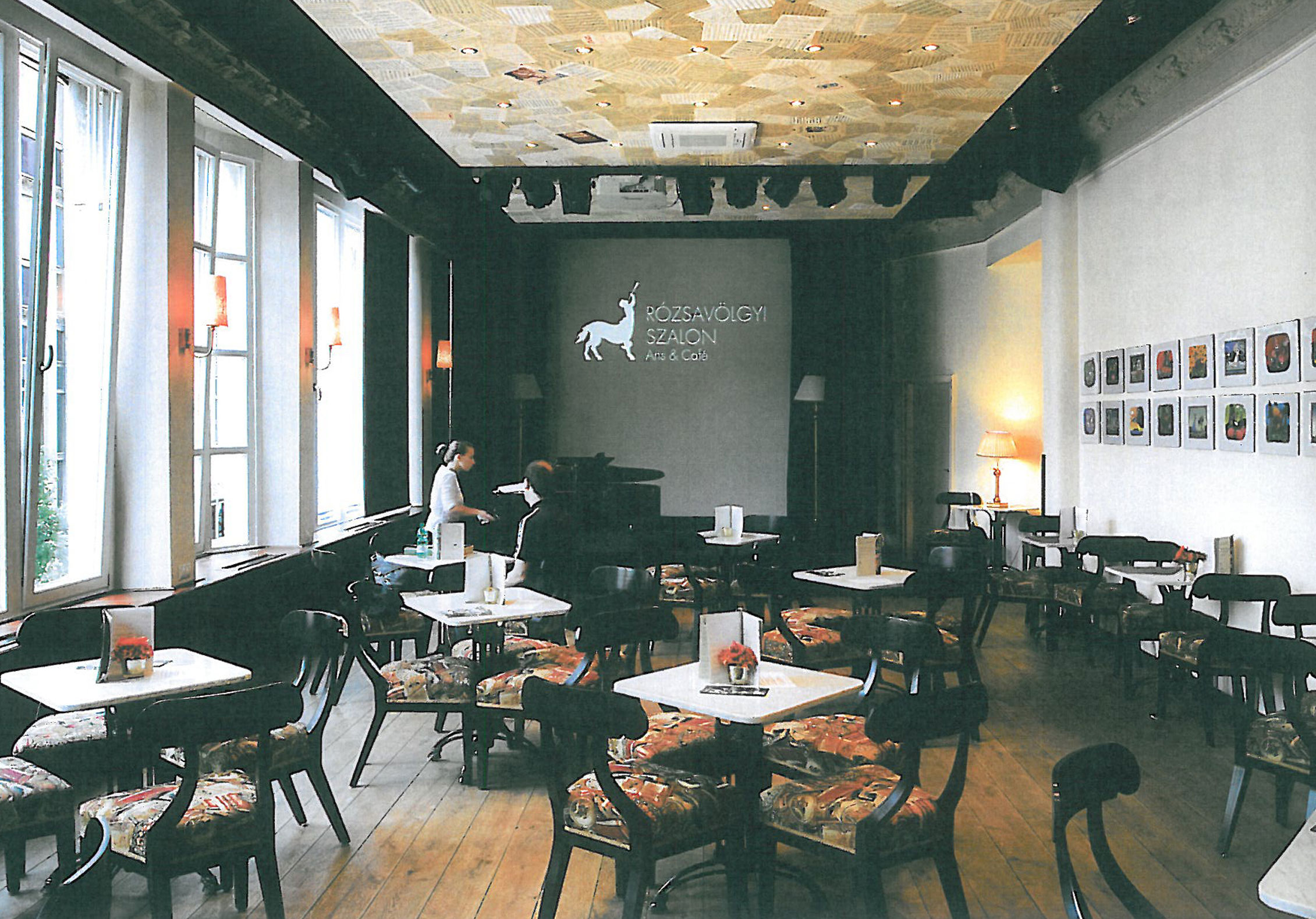
A Rózsavölgyi Szalon, Budapest (2011)
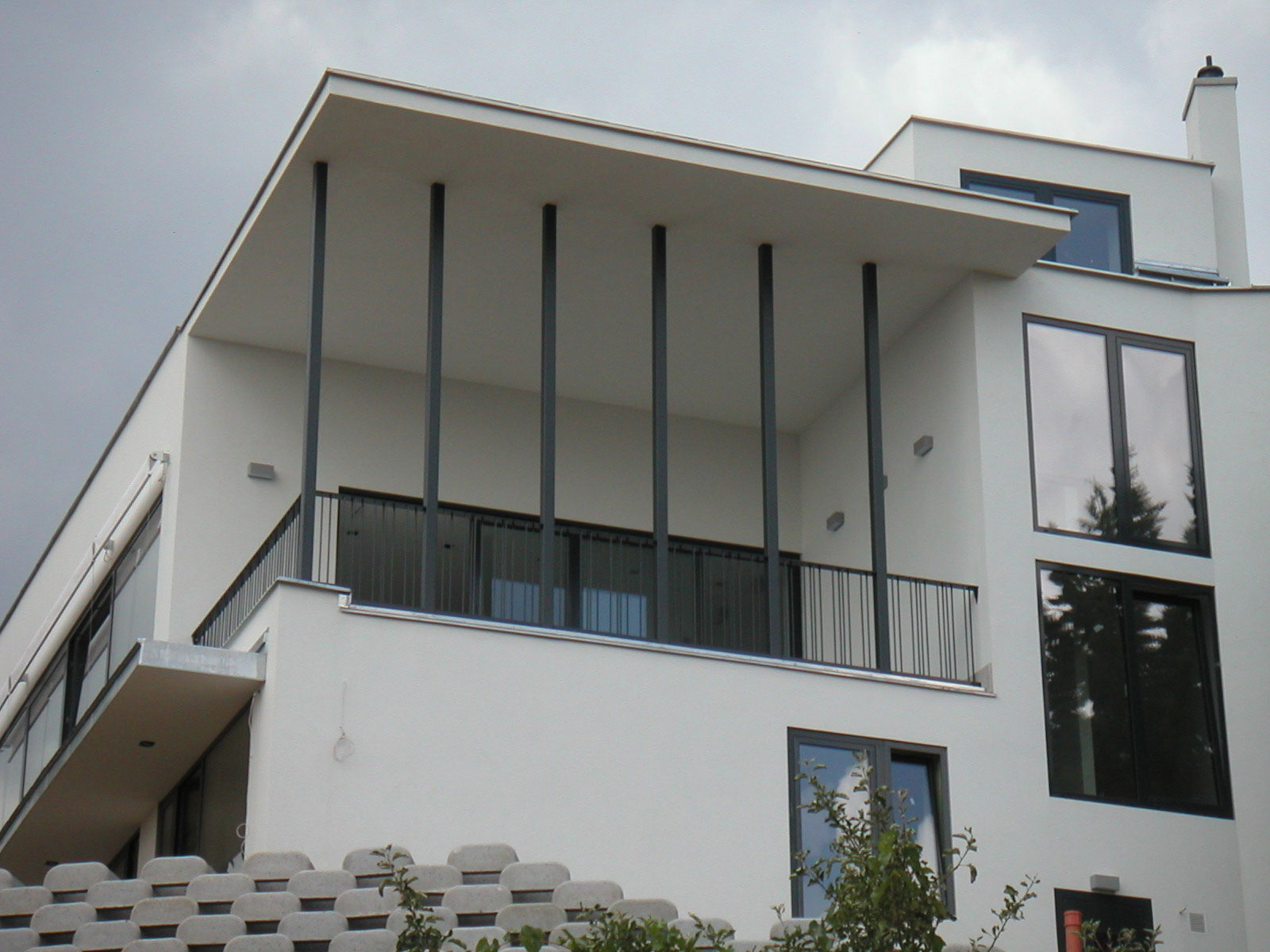
Családi ház Pécsett (2013)